# Фудзивара-но Тосинари
Фудзивара-но Тосинари, известный также как Котайгогу-но дайбу Тосинари («Правитель двора государыни Тосинари»; 1114—1204) — японский поэт.
Составил антологию «Сэндзайсю» («Разные песни»). Отец Фудзивара-но Тэйки. Признанный глава литературного мира Японии в течение нескольких десятилетий. Стихотворения Тосинари есть в императорской антологии «Синкокинвакасю», а также в сборнике «Хякунин иссю».
В молодости был учеником Фудзивара-но Мототоси, на него также оказал влияние Минамото-но Тосиёри.
В 1197 году, вероятно, по просьбе поэтессы Сикиси-найсинно, написал книгу «Корай футэйсё» («О старом и новом поэтическом стиле»). Его стихотворения считаются одним из наиболее совершенных воплощений югэн.

О, этот мир!
Мне нет из него дороги!
Даже в горной глуши,
Где в думах я затерялся,
Олень одинокий стонет